# Генрих II (князь Ангальт-Ашерслебена)
Генрих II Толстый (нем. Heinrich II. Fürst von Anhalt-Aschersleben, genannt «der Fette»; ок. 1215 — после 12 июня 1266) — первый князь Ангальт-Ашерслебена с 1252 года.

## Биография
Сын Генриха I Ангальтского и Ирмгарды Тюрингской. С 1244 года был соправителем отца. После его смерти при разделе наследства получил Ашерслебен, Хеклинген, Эрмслебен и Вербцих.
С 1247 года участвовал в борьбе за Тюрингское наследство на стороне своего шурина Альбрехта I Брауншвейг-Люнебургского, надеясь получить часть тюрингских земель. В 1263 году в битве при Безенштедте попал в плен. Два года провёл в заключении и был вынужден отказаться от всех притязаний.
Враждовал с епископами и монастырями Магдебурга, епископами Хальберштадта, и даже с родными и двоюродными братьями.
В 1266 году дал Ашерслебену городское право.

## Семья
Жена (с 1245) — Мехтильда, дочь герцога Оттона I Брауншвейг-Люнебургского, с 1266 регентша Ашерслебена, в 1275—1295 аббатисса Гернроде.
Дети:
- Оттон I († 1304) — князь Ашерслебена
- Генрих III († 10 ноября 1307) — князь Ашерслебена, позднее архиепископ Магдебурга
- Мехтильда — жена графа Вернера I фон Хадмерслебен-Фридебург.